# Église Sainte-Cécile de Cologne
L'église Sainte-Cécile (Cäcilienkirche) est l'une des douze églises romanes de la vieille ville de Cologne, en Allemagne. Elle est entretenue par la Fondation des églises romanes de Cologne. Le bâtiment actuel, peu modifié depuis sa création, date de 1130-60. Depuis 1956, l'église abrite le musée Schnütgen d'art médiéval. 

## Architecture

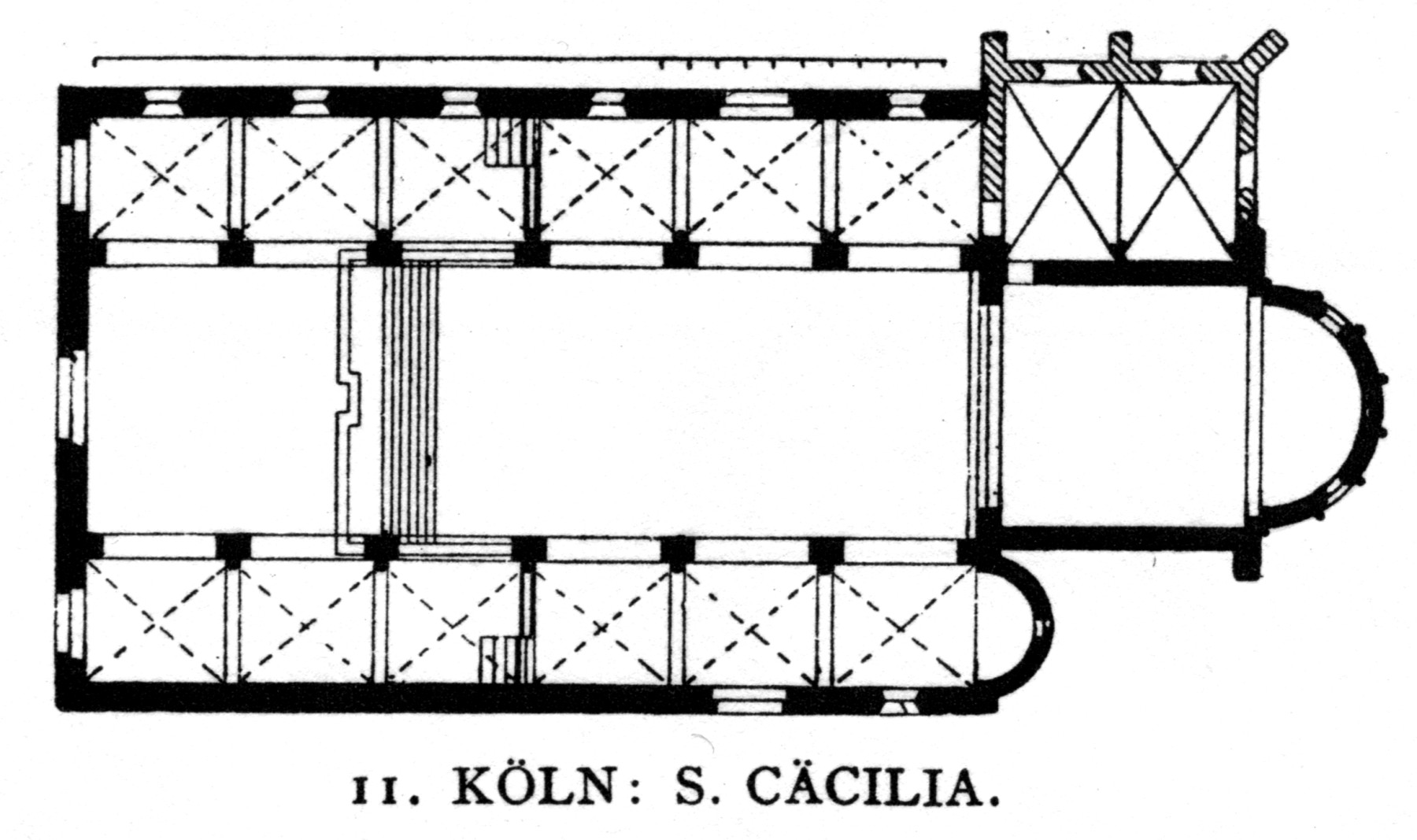
Plan de l'église.

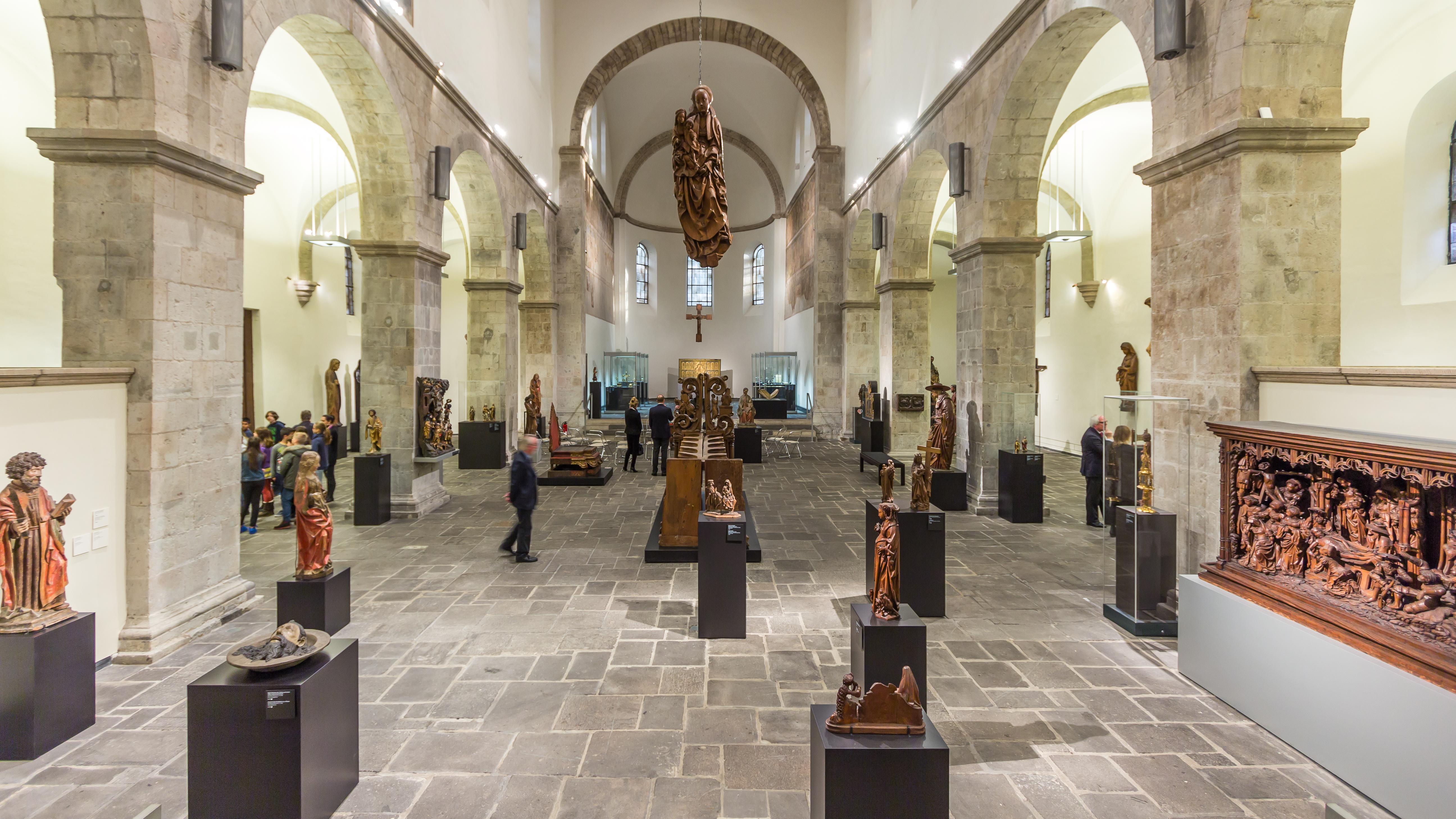
Vue intérieure.

Le plan de Sainte-Cécile est celui d'une église à trois nefs sans tours ni transepts. L'aile sud et le centre de la nef se terminent par une abside arrondie. L'aile nord se termine par une abside servant de sacristie, construite en 1479. Dans le chœur se trouvent des fresques, endommagées pendant la Seconde guerre mondiale. Le toit en bois voûté est d'origine. et le tympan date de 1160. Une copie de celui-ci peut être vue à l'extérieur, à l'entrée nord.

## Histoire
L'origine du bâtiment remonte au IXe siècle, sous le règne de l'archevêque Willibert en 870-888. Il est construit sur les ruines d'un établissement de bains romain Auparavant, on pensait que la première cathédrale de Cologne se trouvait sur ce site, mais des preuves archéologiques ont depuis exclu cette possibilité. On sait que Brunon de Cologne, archevêque de Cologne, a donné 50 livres d'argent pour l'achèvement des travaux. L'église a été rénovée au XIIe siècle dans le style roman et se distingue des autres églises romanes de Cologne par sa taille et sa décoration relativement modestes.
Bien qu'elle soit principalement utilisée comme musée d'art médiéval, l'église célèbre deux messes chaque année, l'une à Noël et l'autre le jour de la fête de Sainte-Cécile.